# Chang'e 2
För andra betydelser, se Chang'e (olika betydelser).
Chang'e 2 (嫦娥二号) är en kinesisk rymdsond som hade i uppdrag att studera månen. Rymdsonden sköts upp från Xichangs satellituppskjutningscenter med en Long March 3C-raket den 1 oktober 2010. Rymdsonden gick in i omloppsbana runt månen den 6 oktober 2010.
Den 8 juni 2011 lämnade rymdsonden sin omloppsbana runt månen för att färdas mot Solen-Jorden lagrangepunkt L2. 
Farkosten nådde L2 den 25 augusti 2011. 
Den 15 april 2012 lämnade rymdsonden L2 för att möta asteroiden 4179 Toutatis. Den 13 december 2012 passerade rymdsonden 4179 Toutatis på ett avstånd av 3,2 km.

### Fotnoter
1. ↑  ”NASA Space Science Data Coordinated Archive” (på engelska). NASA. https://nssdc.gsfc.nasa.gov/nmc/spacecraft/display.action?id=2010-050A. Läst 27 mars 2020.